# Paul Kirui
Paul Kiprop Kirui (5 febbraio 1980) è un maratoneta keniota, campione mondiale di mezza maratona nel 2004.

## Biografia
In carriera ha vinto due volte la mezza maratona di Berlino (2003 e 2004), mentre nel 2008 ha conquistato la maratona di Amsterdam. Il suo miglior risultato cronometrico sui 42 chilometri e 195 metri resta però il 2h06'44" con cui ha ottenuto il secondo posto alla maratona di Rotterdam del 2006.

## Palmarès
| Anno | Manifestazione             | Sede        | Evento      | Risultato | Prestazione | Note |
| ---- | -------------------------- | ----------- | ----------- | --------- | ----------- | ---- |
| 2002 | Mondiali di mezza maratona | Bruxelles   | Individuale | 10º       | 1h02'02"    |      |
| 2002 | Mondiali di mezza maratona | Bruxelles   | A squadre   | Oro       | 3h04'42"    |      |
| 2004 | Mondiali di mezza maratona | Nuova Delhi | Individuale | Oro       | 1h02'15"    |      |
| 2004 | Mondiali di mezza maratona | Nuova Delhi | A squadre   | Oro       | 3h07'55"    |      |

## Altre competizioni internazionali
2002
- Oro alla Roma-Ostia ( Roma) - 1h00'22"

2003
- Oro alla Berlin Half Marathon ( Berlino) - 1h01'05"

2004
- Oro alla Berlin Half Marathon ( Berlino) - 1h00'40"
- Oro alla Roma-Ostia ( Roma) - 1h00'22"
- 8º alla Maratona di New York ( New York) - 2h14'04"

2005
- Argento alla Milano Marathon ( Milano) - 2h11'28"

2006
- Argento alla Maratona di Rotterdam ( Rotterdam) - 2h06'44"
- Argento alla Maratona di Seul ( Seul) - 2h09'05"
- Argento alla Mezza maratona di Udine ( Udine) - 1h00'18"

2007
- Bronzo alla Maratona di Amsterdam ( Amsterdam) - 2h07'12"
- Argento alla Maratona di Seul ( Seul) - 2h08'29"

2008
- Oro alla Maratona di Amsterdam ( Amsterdam) - 2h07'52"
- 5º alla Maratona di Rotterdam ( Rotterdam) - 2h09'46"

2009
- Argento alla Maratona di Roma ( Roma) - 2h08'23"

2010
- Bronzo alla Maratona di Seul ( Seul) - 2h07'35"

2011
- Oro alla Maratona di Bruxelles ( Bruxelles) - 2h14'51"
- 8º alla Maratona di Vienna ( Vienna) - 2h11'54"

2012
- Oro alla Maratona di Anversa ( Anversa) - 2h15'38"
- 6º alla Maratona di Madrid ( Madrid) - 2h14'09"
- 8º alla Maratona di Lubiana ( Lubiana) - 2h16'56"

2014
- Argento alla Maratona di Bruxelles ( Bruxelles) - 2h21'20"